# Józef Koska
Józef Stanisław Koska (ur. 11 marca 1895, zm. 1940 w ZSRR) – major broni pancernych Wojska Polskiego, ofiara zbrodni katyńskiej.

## Życiorys
Urodził się 11 marca 1895 jako syn Jana.
Podczas I wojny światowej jako rezerwowy chorąży w 33 pułku piechoty k.k. Landwehry w czerwcu 1917 został awansowany podporucznikiem piechoty C. K. Obrony Krajowej w rezerwie. Do 1918 był przydzielony do pułku strzelców nr 16.
U schyłku wojny brał udział w obronie Lwowa w trakcie wojny polsko-ukraińskiej, służąc w stopniu podporucznika w warsztatach technicznych w oddziale technicznym Naczelnej Komendy. Został przyjęty do Wojska Polskiego. Został awansowany do stopnia kapitana wojsk samochodowych ze starszeństwem z dniem 1 czerwca 1919, a potem na stopień majora w korpusie oficerów samochodowych ze starszeństwem z dniem 1 stycznia 1930. W 1923, 1924, 1928, 1932 był przydzielony do 6 dywizjonu samochodowego w garnizonie Lwów.
Po wybuchu II wojny światowej, kampanii wrześniowej 1939 i agresji ZSRR na Polskę z 17 września 1939 został aresztowany przez Sowietów. Na wiosnę 1940 został zamordowany przez NKWD. Jego nazwisko znalazło się na tzw. Ukraińskiej Liście Katyńskiej opublikowanej w 1994 (został wymieniony na liście wywózkowej 55/4-36 oznaczony numerem 1467). Ofiary tej części zbrodni katyńskiej zostały pochowane na otwartym w 2012 Polskim Cmentarzu Wojennym w Kijowie-Bykowni.

## Odznaczenie
- Krzyż Walecznych